# Aire urbaine de Budapest
L'aire urbaine de Budapest (en hongrois : Budapesti agglomeráció) désigne l'ensemble géographique formé par l'agglomération de Budapest et sa périphérie. L'aire urbaine est structurée par la ville-centre et six secteurs définis par une loi de 2005 : le secteur nord-ouest, le secteur ouest, le secteur sud, le secteur sud-est, le secteur est, le secteur nord. Ainsi, la population de Budapest (1 721 556 hab.) additionnée à celle de sa banlieue (803 141 hab.) atteint 2 524 697 habitants pour une superficie de 2 538 km2.

## Liste des communes de l'aire urbaine de Budapest
| - Budapest - Alsónémedi - Biatorbágy - Budajenő - Budakalász - Budakeszi - Budaörs - Csobánka - Csomád - Csömör - Csörög - Délegyháza - Diósd - Dunabogdány - Dunaharaszti - Dunakeszi - Dunavarsány |  | - Ecser - Erdőkertes - Érd - Felsőpakony - Fót - Göd - Gödöllő - Gyál - Gyömrő - Halásztelek - Herceghalom - Isaszeg - Kerepes - Kistarcsa - Kisoroszi - Leányfalu - Majosháza |  | - Maglód - Mogyoród - Nagykovácsi - Nagytarcsa - Ócsa - Őrbottyán - Páty - Perbál - Pécel - Pilisborosjenő - Piliscsaba - Pilisjászfalu - Pilisszántó - Pilisszentiván - Pilisszentkereszt - Pilisszentlászló - Pilisvörösvár |  | - Pomáz - Pócsmegyer - Pusztazámor - Remeteszőlős - Solymár - Sóskút - Szada - Százhalombatta - Szentendre - Szigethalom - Szigetmonostor - Szigetszentmiklós - Sződ - Sződliget - Tahitótfalu - Taksony - Tárnok |  | - Telki - Tinnye - Tök - Tököl - Törökbálint - Üllő - Üröm - Vác - Vácrátót - Vecsés - Veresegyház - Visegrád - Zsámbék |